# Hình học phi Euclid
Hình học phi Euclid là bộ môn hình học dựa trên cơ sở phủ nhận ít nhất một trong số những tiên đề Euclid. Hình học phi Euclid được bắt đầu bằng những công trình nghiên cứu của Lobachevsky (được Lobachevsky gọi là hình học trừu tượng) và phát triển bởi Bolyai, Gauss, Riemann.
Hình học phi Euclid là cơ sở toán học cho lý thuyết tương đối của Albert Einstein, thông qua việc đề cập đến độ cong hình học của không gian nhiều chiều.
Cha đẻ của bộ môn này là Nikolai Ivanovich Lobachevsky

## Hình học Euclid
Hình học Euclid dựa trên cơ sở công nhận, không cần chứng minh hệ thống các tiên đề sau:
- Qua hai điểm phân biệt, luôn vẽ được một đường thẳng
- Đường thẳng có thể kéo dài vô hạn
- Với một tâm bất kì và một bán kính bất kỳ, luôn vẽ được một cung tròn
- Mọi góc vuông đều bằng nhau
- Nếu hai đường thẳng phân biệt tạo thành với đường thẳng thứ ba một cặp góc trong cùng phía nhỏ hơn 180° thì chúng sẽ cắt nhau về phía đó

Lưu ý, các tiên đề Euclid ngầm hiểu là áp dụng trong hình học phẳng.

## Hình học Lobachevsky
Hình học Lobachevsky (còn gọi hình học hyperbol) do nhà toán học Nga Nikolai Ivanovich Lobachevsky khởi xướng, dựa trên cơ sở bác bỏ tiên đề về đường thẳng song song. Lobachevsky giả thiết rằng từ một điểm ngoài đường thẳng ta có thể vẽ được hơn một đường thẳng khác, nằm trên cùng mặt phẳng với đường thẳng gốc, mà không giao nhau với đường thẳng gốc (đường thẳng song song). Từ đó, ông lập luận tiếp rằng từ điểm đó, có thể xác định được vô số đường thẳng khác cũng song song với đường thẳng gốc, từ đó xây dựng nên một hệ thống lập luận hình học logic.
Để xem xét hình học Lobachevsky ứng dụng vào lý thuyết không-thời gian cong, cần thiết phải xem lại khái niệm đường thẳng nối hai điểm. Trong lý thuyết tương đối rộng, trong cơ học lượng tử và trong vật lý thiên văn, người ta mặc nhiên thừa nhận đó là đường đi của tia sáng-sóng điện từ giữa hai điểm đó.
Trong hình học Euclid, tổng các góc trong của một tam giác bằng 180°, nhưng trong hình học phi Euclid, tổng các góc đó không bằng 180°, và phụ thuộc vào kích thước của tam giác đó.
Ngoài ra, trong hình học phi Euclid, đa giác có số cạnh nhỏ nhất không phải là tam giác mà là nhị giác

## Hình học elliptic

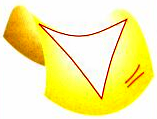
Trong hình học Hyperbolic, tổng các góc trong một tam giác nhỏ hơn 180°
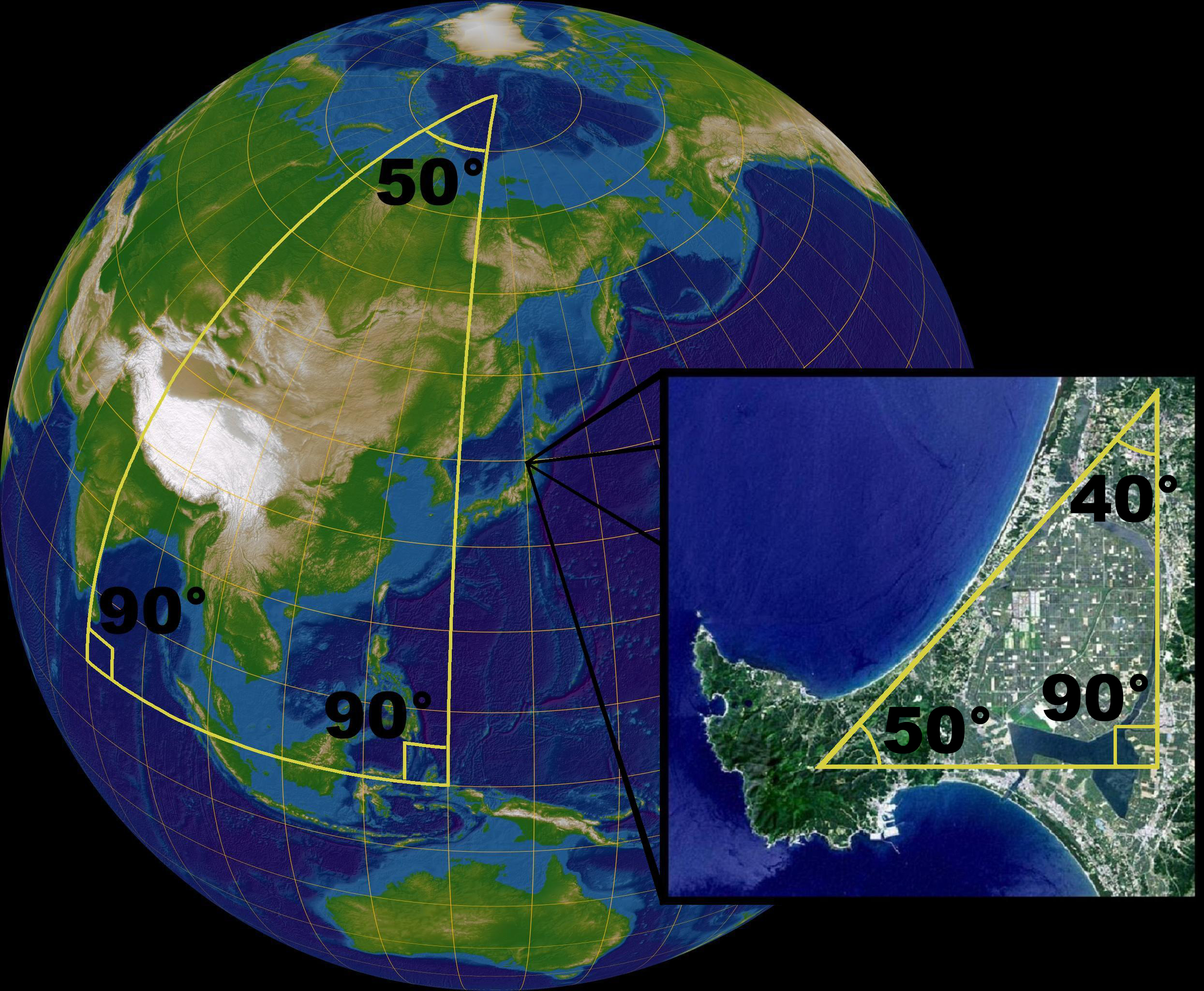
Trên hình học mặt cầu, tổng các góc trong của một tam giác cầu lớn hơn 180°